# Puerto Viejo de Paraná

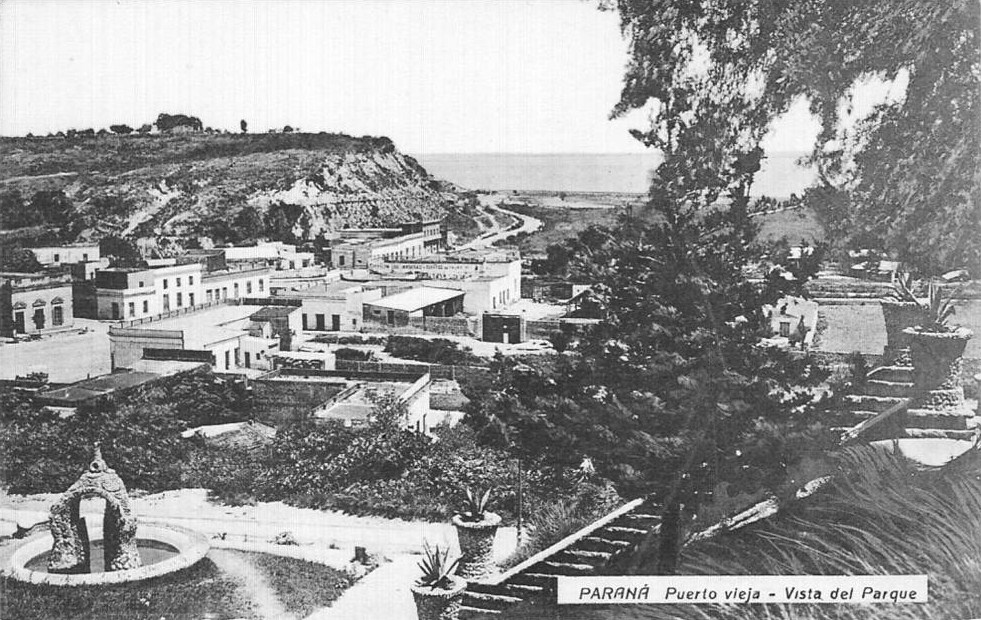
Panorama del Puerto Viejo desde Parque Urquiza hacia 1900.

Puerto Viejo es un barrio de la ciudad argentina de Paraná, capital de la Provincia de Entre Ríos. Se ubica al final de la avenida costanera Laurenecena junto a la desembocadura del arroyo Antoñico.
Fue habilitado en 1822 durante la gobernación del general Lucio V. Mansilla. En esa misma zona fueron construidos un edificio para el despacho de capitanía y uno para el destacamento de resguardo.
En la época de la Confederación, el puerto de Paraná, junto a los de Santa Fe (capital), Corrientes (capital) y Rosario, era uno de los más importantes contando con la habilitación para realizar comercio exterior. Recién en 1857 se licita la construcción de un camino empedrado que llegara al puerto, un muelle, así como un puente sobre el arroyo. Hasta ese entonces solo existía un muelle, pero las gestiones no tuvieron éxito y solo se instaló un muelle flotante hasta la colocación del definitivo en 1871.
El servicio de tranway hacia el puerto se inauguró en 1873, convirtiéndose en un paseo popular entre los paranaenses. En la década de 1980 el puerto adquiere una importancia comercial sobresaliente con la instalación de molinos, fábricas de aceite comestible, fábricas de ladrillos, tejas, baldosas, caños, talleres de carpintería y herrerías, caleras y un almacén naval. Hoteles, restaurantes y comercios abastecían las necesidades de la zona.
En 1896 la concesión de la empresa Tranway caduca a causa del cese de actividades del muelle. Esto sucede porque los buques no pueden ingresar al puerto por los deficientes dragados del río. Ya en 1901 era totalmente imposible utilizar el puerto a causa de los bancos de arena formados frente a éste. Por eso debieron utilizarse lanchas de pasajeros y mercaderías recargando los costos y el tiempo.
Por este motivo se inició la construcción del Puerto Nuevo el 16 de abril de 1904. La construcción tuvo que ser demorada en 1905 por una gran creciente del río, finalizándose la obra recién en 1907, quedando el puerto habilitado el 6 de febrero del mismo año.
Actualmente la zona es residencial, conservando algunas edificaciones de gran valor histórico y arquitectónico.
- Datos: Q6092219